# Jean Nicot
Jean Nicot (Nimes, 1530-1600) fou ambaixador francès a Lisboa des de 1559 a 1561.
Va introduir el tabac en la cort francesa en 1560, on va adquirir força popularitat i el van anomenar l'herbe à Nicot ("l'herba d'en Nicot"). La planta del tabac nicotiana, usada també com una planta de jardí, li deu el seu nom, així també com l'alcaloide conegut com a nicotina.